# Căpreni
Căpreni is een Roemeense gemeente in het district Gorj.
Căpreni telt 2255 inwoners.